# Lauro Amadò
Lauro Amadò (ur. 3 marca 1912 w Lugano, zm. 6 czerwca 1971) – szwajcarski piłkarz występujący na pozycji napastnika, reprezentant Szwajcarii w latach 1935–1948, trener piłkarski.

## Kariera klubowa
Karierę piłkarską rozpoczął w klubie FC Lugano. Zadebiutował w nim w sezonie 1930/31, w którym zdobył z Lugano Puchar Szwajcarii. W 1932 roku odszedł do Servette FC, a w 1934 roku wrócił do Lugano. Grał w nim do końca sezonu 1939/40. W sezonie 1937/38 wywalczył z tym zespołem mistrzostwo Szwajcarii.
W 1940 roku Amadò został zawodnikiem Grasshopper Club Zürich. W latach 1942, 1943 i 1945 zostawał z nim mistrzem kraju. Z klubem z Zurychu zdobył też cztery krajowe puchary w latach 1941, 1942, 1943 i 1946. W sezonach 1942/43 i 1946/47 zostawał królem strzelców szwajcarskiej ligi (strzelił odpowiednio 31 i 19 goli). Swoją karierę zakończył w 1949 roku.

## Kariera reprezentacyjna
W reprezentacji Szwajcarii Amadò zadebiutował 27 stycznia 1935 roku w przegranym 0:4 towarzyskim meczu z Niemcami, rozegranym w Stuttgarcie. W 1938 roku został powołany do kadry na mistrzostwa świata we Francji. Na tym turnieju rozegrał trzy mecze: w 1/8 finału z Niemcami (1:1 i 4:2) oraz w ćwierćfinale z Węgrami (0:2). Od 1935 do 1948 roku rozegrał w kadrze narodowej 54 mecze, w których strzelił 21 goli.